# Billar de Artin
En matemáticas y física, el billar de Artin es un tipo de sistema dinámico estudiado por primera vez por Emil Artin en 1924. Este describe el movimiento por una línea geodésica de una partícula libre en un superficie de Riemann no compacta {\displaystyle \mathbb {H} /\Gamma ,} donde {\displaystyle \mathbb {H} } es la mitad del plano superior establecido con una métrica de Poincaré y {\displaystyle \Gamma =PSL(2,\mathbb {Z} )} es su grupo modular. Este puede ser visto como el movimiento en el dominio fundamental del grupo modular con sus lados identificados.
El sistema es notable debido a que es un sistema exactamente resoluble que es fuertemente caótico: no solo es ergódico, sino también fuertemente mezclado. Por esto, es un ejemplo del flujo de Anosov. El artículo de Artin usó dinámica simbólica para el análisis del sistema.
La versión cuántica del billar de Artin también es exactamente resoluble. El espectro de autovalores consiste en estados acotados y un espectro continuo con energía superior a {\displaystyle E=1/4}. Las funciones de onda están dadas por las funciones de Bessel.

## Exposición
El movimiento estudiado es el de una partícula libre deslizándose sin fricción, de modo que el hamiltoniano es:
{\displaystyle H(p,q)={\frac {1}{2m}}p_{i}p_{j}g^{ij}(q)}
donde m es la masa de la partícula, {\displaystyle q^{i},i=1,2} son las coordenadas en la variedad, {\displaystyle p_{i}} son los momento conjugados:
{\displaystyle p_{i}=mg_{ij}{\frac {dq^{j}}{dt}}}
y
{\displaystyle ds^{2}=g_{ij}(q)\,dq^{i}\,dq^{j}}
es el tensor métrico en la variedad. Debido a esto, el hamiltoniano de la partícula libre, la solución de las ecuaciones de movimiento de Hamilton-Jacobi están simplemente dadas por las geodésicas de la variedad
En el caso del billar de Artin, la métrica está dada por la métrica canónica de Poincaré.
{\displaystyle ds^{2}={\frac {dy^{2}}{y^{2}}}}
En la mitad superior del plano. La superficie de Riemann no compacta {\displaystyle {\mathcal {H}}/\Gamma } es un espacio simétrico, y está definido como el cociente de la mitad del plano superior modulo la acción de los elementos de {\displaystyle PSL(2,\mathbb {Z} )} actuando como transformaciones de Möbius. El conjunto
{\displaystyle U=\left\{z\in H:\left|z\right|>1,\,\left|\,{\mbox{Re}}(z)\,\right|<{\frac {1}{2}}\right\}}
es el dominio fundamental de esta acción.
Esta variación tiene, por supuesto, una cúspide. Esta es la misma variedad, cuando se toma como una variedad compleja, esto es, un espacio en donde las curvas elípticas y las funciones modulares son estudiadas